# یواس‌اس واندانک (ای‌تی-۲۶)
یواس‌اس واندانک (ای‌تی-۲۶) (به انگلیسی: USS Wandank (AT-26)) یک کشتی بود که طول آن ۱۵۶ فوت ۸ اینچ (۴۷٫۷۵ متر) بود. این کشتی در سال ۱۹۱۹ در شهر بوفالوی ایالیت نیویورک به آب انداخته شد. این کشتی در ۱۳ نوامبر سال ۱۹۴۶ از خدمت در نیروی دریایی آمریکا خارج شد. این کشتی تا سال ۱۹۷۱ برای مصارف تجاری در شرکت (به انگلیسی: New Orleans Coal and Bisso Towboat Company) مورد استفاده قرار گرفت.